# Халацани
Халацини — селение в Ахметском муниципалитете Кахетия Грузия.

## География
Расположено к северу от городу Ахмета в Панкисском ущелье на правом берегу реки Алазани.

## Население
Состоит из трёх сёл: Квемо-Халацани (груз. ქვემო ხალაწანი — Нижний Халацани — 122 жителя (2002 г.), в том числе 83 % — кистинцы (чеченцы), 9 % — осетины), Шуа-Халацани (груз. შუა ხალაწანი — Средний Халацани — 189 жителей, в том числе 96 % — кистинцы (чеченцы)), Земо-Халацани (груз. ზემო ხალაწანი — Верхний Халацани — 125 жителей, в том числе 92 % — кистинцы (чеченцы), 8 % — грузины).
К середине 20 века Средний Халацани населяли 35 семейств чеченцев из тайпа аккий — выходцы из Галанчожского района Чечни. Сначала они жили в Хоржане, но затем переселились в Средний Халацани купив немного земли у местного князя, поселились между осетинами и пшавами.